# روكيتا سانت أنتونيو
روكيتا سانت أنتونيو (بالإيطالية: Rocchetta Sant'Antonio)‏ هي بلدية في مقاطعة فودجا في إقليم بوليا الإيطالي.

## السكان
في سنة 1861 بلغ عدد السكان 3٬783 نسمة، وتطور العدد ليصل في سنة 2011 لـ 1٬954 نسمة.
يظهر هذا المخطط البياني تطور النمو السكاني لـ روكيتا سانت أنتونيو

## توأمة
لروكيتا سانت أنتونيو اتفاقيات توأمة مع كل من:
- كولينيو
- جايبا